# Фрунзе, Виорел
Виорел Фрунзе (рум. Viorel Frunză; 6 декабря 1979, Кишинёв, Молдавская ССР, СССР) — молдавский футболист и футбольный тренер.

## Карьера

### Клубная
Воспитанник ДЮСШ «Агро» (Кишинёв). Дебютировал за основной состав клуба в Национальном молдавском дивизионе в сезоне 1996/97. Всего за клуб провёл 61 матч, забил 14 голов.
С сезона 2000/01 футболист клуба «Зимбру», с которым дважды становился обладателем Кубка Молдавии.
Далее выступал в составе «Дачии», за румынские «Васлуй», «ЧФР Клуж» и «Чахлэул», греческий ПАОК и российский «Спартак-Нальчик».
В 2010 году по приглашению Виктора Пасулько, при котором он дебютировал в составе сборной Молдавии, перешёл в казахский «Атырау», за который отыграл 26 матчей и забил 7 голов. В декабре 2010 года руководство клуба решило расстаться с игроком из-за возрастного лимита.
В начале января 2011 был близок к переходу в румынскую «Астру», но в последний момент трансфер сорвался, после чего заключил краткосрочный контракт с белорусским «Неманом» на 4,5 месяца. С клубом вышел в финал Кубка Белоруссии, однако в матче за Кубок «Неман» не смог обыграть ФК «Гомель». В начале лета форвард расторг контракт, который действовал до 15 июля. Причиной стали финансовые условия из-за инфляции в Белоруссии.
Летом 2011 пополнил ряды казахского «Шахтёра», с которым стал чемпионом Казахстана. В конце года покинул команду, так как руководство решило не продлевать закончившийся контракт с легионером.
С 2012 года футболист ФК «Верис».
В январе 2015 года после снятия «Вериса» с чемпионата Молдавии, перешёл в клуб «Дачия». Первый матч после перехода в клуб провёл 5 марта 2015 года против «Тирасполя».

### Международная
В 2002 году дебютировал в составе национальной сборной Молдавии. За сборную провёл 37 матчей и забил 7 голов.

### Тренерская
4 августа 2014 года покинул «Дачию» и присоединился в качестве тренера к клубу «Сперанца».

## Достижения

### В качестве игрока
«Зимбру»
- Серебряный призёр чемпионата Молдавии (2): 2000/01, 2002/03
- Бронзовый призёр чемпионата Молдавии (1): 2001/02
- Обладатель Кубка Молдавии (1): 2002/03

«Васлуй»
- Победитель Второй лиги Румынии (1): 2004/05

«ЧФР»
- Бронзовый призёр чемпионата Румынии (1): 2006/07

«Неман»
- Финалист Кубка Белоруссии (1): 2010/11

«Шахтёр»
- Чемпион Казахстана (1): 2011

«Верис»
- Победитель Дивизиона «Б» Молдавии (зона «Север») (1): 2011/12
- Победитель Дивизиона «А» Молдавии (1): 2012/13
- Финалист Кубка Молдавии (1): 2012/13
- Бронзовый призёр чемпионата Молдавии (1): 2013/14

«Дачия»
- Серебряный призёр чемпионата Молдавии (1): 2014/15
- Финалист Кубка Молдавии (1): 2014/15

### В качестве тренера
«Дачия»
- Серебряный призёр чемпионата Молдавии (1): 2016/17

## Личная жизнь
Вырос в районе Старая Почта, Кишинёв. Женат, жена Наталья, имеет двоих детей (дочь Валерия и сын Алексей).